# 宮本啓希
宮本 啓希（みやもと ひろき、1986年10月3日 - ）は、日本のラグビー指導者。現在同志社大学ラグビー部監督を務めている。

## プロフィール
- 奈良県生駒市出身。
- ポジションはセンター(CTB)。
- 身長 175cm、体重 87kg
- ニックネームはひろき。
- U19日本代表に選ばれたことがある[1]。

## 略歴
ラグビーは5歳から始めた。
2005年、天理高校卒業後、同志社大学に入る。なお天理高校時代、高校日本代表に選ばれ、第28回全国高校東西対抗試合の参加メンバーに選出された。
2009年、同志社大学卒業後、サントリーサンゴリアスに加入。同年10月9日に行われたジャパンラグビートップリーグ第5節のHonda HEAT戦に途中出場で公式戦初出場を果たす。 
2018年、現役を引退した。
その後サントリーサンゴリアスのスタッフを務めて2022年2月、同志社大学ラグビー部監督に就任。